# Estação do Museu Militar
Estação do Museu Militar (em chinês 军事博物馆站; em pinyin Jūnshì Bówùguǎn Zhàn) é uma estação na Linha 1 em conexão com a Linha 9 no Metrô de Pequim. Está localizada perto do Museu Militar da Revolução Popular da China. A linha 9 não tinha o Museu Militar como uma estação até a data de 21 de Dezembro de 2013.

## References
1. ↑  «Beijing Subway». eBeijing
2. ↑  (Chinese) «北京地铁4新线周日开通 9号线军博不停车(图)». Tencent (QQ) News. Consultado em 27 de dezembro de 2012
3. ↑  (Chinese) «各条新线高峰时段最小列车间隔». Beijing Subway. Consultado em 28 de dezembro de 2012
4. ↑  (Chinese) «北京地铁1号线今起可换乘9号线（图）». Xinhua News Beijing. Consultado em 25 de julho de 2018. Arquivado do original em 4 de março de 2016